# 子ども科学電話相談
子ども科学電話相談（こどもかがくでんわそうだん）は、NHKのラジオ第1放送とNHKワールド・ラジオ日本で、2019年4月7日からレギュラー放送化されたラジオ番組。
1984年から毎年夏休みの学休期間に放送された夏休み子ども科学電話相談（なつやすみこどもかがくでんわそうだん）、および関連番組も記述する。

## 概要
番組では、動・植物、天文・宇宙、科学、心と体の疑問点を電話や電子メールで全国の幼稚園・保育園児及び小・中学生から募集し、放送時間中にスタジオの専門家が電話で解説しながら回答する。
各放送日において設定された対象分野に合わせて質問が募集され、分野ごとに専門家が順次質問に対して回答していく。回答者は原則3人制であるため対象分野も通常3分野となる。
電話での募集は、原則として放送開始30分前から放送終了30分前までである。特別編成や国会中継などやむをえない理由で短縮する場合はその開始・終了時間に合わせる。メールは放送期間中、放送が休止となる日曜日（年度により土曜も）・高校野球開催期間を含めて24時間募集する。電話で紹介された質問内容と同様の質問が別の人からも寄せられた場合、電話の後で「他に○○さんからも同様の質問が寄せられた」旨の紹介をする。
本番組は全国各地の児童・生徒らと会場の先生とを直接電話回線をつないで相談してもらうことを目的としているため、スタッフからの連絡の都合上、会場直通の電話番号には出来るだけ公衆電話や携帯電話（ガラケー・スマートフォン）からではなく、家庭の加入電話から掛けるようにと呼びかけているが、2018年の公式サイトは保護者向けに「電話番号が無いとスタッフからご連絡を取ることが出来ません。」と記すのみで固定電話に限定していない。
2004年の夏休みには8月4日から6日に午前の部に加え午後の部（13時台 - 15時台）も行われた。
30周年を迎える2013年には番組に出演して回答に当たっている専門家の所属する水族館や科学館などから中継も行われた。2014年も中継が行われた。
2017年度の冬休み期間（2017年12月25日 - 12月29日、2018年1月4日、1月5日、1月8日）は「冬休み子ども科学電話相談」が初めて放送された。
2006年以降順次、日本放送出版協会（NHK出版）が単行本を出版してシリーズ化している。
小・中学生からの数々の疑問に電話で専門家が答える番組は、ほかに1964年から2008年まで放送されたTBSラジオの『全国こども電話相談室』（JRN系列）、2022年から同局の『パンサー向井の＃ふらっと』内の「ふらっと こども電話相談室」があり、昆虫学者の矢島稔など双方の番組で回答者を務めた専門家もいる。日曜朝の番組となった1997年10月以降は全国でネットされていないが、自由研究の参考などにも利用されている。

### 各回答分野の変遷
- 生物は「いのちの不思議」の分野が設けられていたこともある。物理・地学・化学などは科学一般で扱われるが、「環境」が分野として独立していたこともあるほか、2012年度から2015年度までは「放射線」の分野があった。
- 2012年に白瀬矗による南極探検100周年を記念する特別企画として「北極・南極の自然」と「北極・南極の生物」の分野が設けられた[注 9]。
- 2013年に国立科学博物館での特別展「深海- 挑戦の歩みと驚異の生き物たち -」（主催・国立科学博物館、海洋研究開発機構、読売新聞社、NHK、NHKプロモーション）の開催にあわせて「深海」の分野が設けられた。
- 2017年に「ロボット」と「天気・気象」が新設された。「野鳥」は「鳥」に変更。「川の生物」は「水中の生物」、「海の生物」は「深海の生物」に再編された。
- 2018年度夏にはAIも採り上げられ「ロボット」が「ロボット・AI」になった。
- レギュラー放送化した2019年度には、4月に「運動」「プログラミング」が、2020年2月から「岩石・鉱物」が新設され、2018年度休止していた「天気・気象」が復活した。2020年度にかけての春休みスペシャルで「心と体」が「心と体・哲学」になり、「鉄道」が新設された。

### レギュラー化
2019年春季改編に伴い、4月7日より毎週日曜日のレギュラー放送が開始となった。新コーナーとして、質問した後、子どもたちがどうなったのかに迫る『あのあと、どうなった』も加えられた。
事前番組として3月21日に「春から!子ども科学電話相談」と題して10:05 - 11:50に放送、「動物」、「心と体」の分野で質問を受け付けた。毎週放送化最初の特集として、4月27日から5月6日のうち、令和元年の記念特番を行う5月1日を除く毎日生放送を行う。それ以後も夏・冬休みには平日を含めほぼ毎日「子ども科学電話相談」の特別放送が行われている。
2020年3月19日から急遽「子ども科学電話相談 春スペシャル」と題して、4月3日までの間、国会中継の為に中止した3月23日（第201回国会 参議院予算委員会 令和2年度予算案集中審議）及び4月1日（第201回国会 参議院決算委員会 平成30年度決算全般質疑）を除く連日で放送された（放送時間は各日で異なる）。急遽放送することになった理由について、NHKは特にコメントを出していないが、回答者の一人として当番組に参加している丸山宗利は同年3月下旬に放送を予定していた第92回選抜高等学校野球大会が新型コロナウイルスによる影響で大会自体が開催中止となった事情によるものだと自身のTwitterにて説明している。
4月以降は新型コロナウイルスの感染拡大に伴いNHKのど自慢の休止（10月4日より再開）が続いていることに鑑みて13:00まで拡大して放送するケースが増えている。
2020年の大型連休期間は5月2日から6日までレギュラー放送時間に日替わりでそれぞれ2種類の分野で質問を受け付けた。
なお、2020年5月以後、新型コロナウィルス感染拡大の影響により、電話受付スタッフなどを含めた多くの番組スタッフの人員を減らして対応しているため、質問の受付は番組ホームページ内のメールフォームのみで受け付け、採用者に対してのみ番組スタッフが電話をかけ、回答者もスタジオではない場所から電話で回答する（3者通話）という体裁をとっている。
2021年の夏休み子ども科学電話相談は同年に行われる東京オリンピック特別編成などの影響で放送枠が大幅に縮小となり、日曜レギュラー枠でオリンピックや第103回全国高等学校野球選手権大会の中継に支障が無い8月8日のみの放送となった。

## テレビ版
2022年度からNHKが展開している大型キャンペーン企画「君の声が聴きたい」の一環として、本番組のテレビ版『みんなで解決!子ども科学電話相談』を同年5月7日に総合テレビにて放送した。2023年5月2日、2024年7月26日にはEテレにて『テレビ 子ども科学電話相談』が放送された。

## 放送時間
第1回放送は1984年8月21日で、この当時から2007年度までは9:05頃から11:50に放送していたが、2008年度から2011年度までは平日の分は8:33ごろ、土曜日は8:35頃から放送と拡大になり、2012年度からは平日は8:05頃からの放送となった。土曜日にも週によっては放送があり、土曜の放送時間は平日と異なっていた（2013年〜2018年は土曜の放送がない）。国際放送を通して日本国外にも放送されたが、短波での放送は午前8時台と11時台のみで、9・10時台は衛星ラジオ放送のみでの配信となった。
2019年4月7日に始まったレギュラー放送は原則として毎週日曜10:05から11:50に放送されている。特集として放送される場合もレギュラー放送と同様の時間となる。学校の長期休み期間（主に4月下旬から5月初めの大型連休、夏休み期間の7月下旬から夏の全国高校野球選手権大会が始まる8月上旬まで、冬休み期間の年末）には、特番として日曜以外の8時台や9時台から11:50まで放送する場合がある。
放送日と地方（放送局）によっては、高校野球の地方大会などのローカル番組に差し替えられる場合がある。「NHKネットラジオ らじる★らじる」で差し替えが行われていない放送局を選択すれば聴取可能。

### 聴き逃し配信
放送後、公式サイトで各分野の質問が1つずつピックアップされた放送の一部を聴くことができる。
2017年度から、「NHKネットラジオ らじる★らじる」の「聴き逃し配信サービス」で本編すべてが放送後1週間限定で配信されていたが、2024年現在は約2ヶ月限定で聴けるように変更となっている（長尺だと約1時間ごとに分割）。民放ラジオポータル「radiko」の配信では、タイムフリー機能の利用は出来ない。

## 出演者

### 進行役
以前は原則として電話相談で休止となる番組を担当するアナウンサー・キャスターが司会進行を担当していたが、2012年にすっぴん!が開始してからは、曜日別パーソナリティーがアナウンサー・キャスターではなくなったため、この限りではない。
2023年度〜
- 柘植恵水（NHKアナウンサー）

2022年度夏休み子ども科学電話相談
- 一日目:石井かおる（NHKシニアアナウンサー）
- 二、三日目:柘植恵水（NHKアナウンサー）
- 四、五日目:久保田祐佳（当時NHKアナウンサー）

2020-22年度
- 石井かおる（NHKシニアアナウンサー）

2019年度
- 山田敦子（日本語センター）
- 石山智恵（契約キャスター、元つながるラジオキャスター）
- 山本志保

2019-20年度 春スペシャルのみ
- 吾妻謙
- 江崎史恵

2018年度夏休み子ども科学電話相談
- 第1週：藤井彩子（ラジオセンター、すっぴん!のアンカー）
- 第2週：山田敦子
- 第3週：石山智恵
- 第4週 月火水：JOY・アンジー（安治美穂）（二人できこえタマゴ!を担当している）
- 第4週 木金：金井直己（ラジオセンター）

※第2週と第3週の間に高校野球期間が入る
過去
- 坪郷佳英子
- 鎌田正幸
- 村上信夫
- 松本慶子

他

### 回答者

#### 2024年の回答者
| 専門分野                      | 名前              | 備考（役職等）                                                                     |
| ----------------------------- | ----------------- | ---------------------------------------------------------------------------------- |
| 昆虫                          | 清水聡司          | 大阪府営箕面公園昆虫館副館長                                                       |
| 昆虫                          | 丸山宗利          | 九州大学総合研究博物館准教授                                                       |
| 昆虫                          | 百野直実          | 広島市森林公園こんちゅう館次長                                                     |
| 昆虫                          | 小松貴            | 昆虫学者                                                                           |
| 天文・宇宙                    | 国司真            | 跡見学園女子大学専任講師 国立天文台特別客員研究員                                  |
| 天文・宇宙                    | 永田美絵          | コスモプラネタリウム渋谷プラネタリウム解説員                                       |
| 天文・宇宙                    | 本間希樹          | 国立天文台水沢VLBI観測所所長                                                       |
| 植物                          | 田中修 (植物学者) | 甲南大学特別客員教授                                                               |
| 植物                          | アキリ亘          | 農業・食品産業技術総合研究機構畜産研究部門上級研究員、農学博士                     |
| 植物                          | 塚谷裕一          | 東京大学大学院理学研究科教授・同附属植物園園長                                     |
| 植物                          | 多田多恵子        | 立教大学・国際基督教大学兼任講師                                                   |
| 動物                          | 小菅正夫          | 札幌市環境局参与（札幌市円山動物園担当）                                           |
| 動物                          | 成島悦雄          | 日本動物園水族館協会専務理事                                                       |
| 動物                          | 田中理恵子        | 埼玉県こども動物自然公園園長                                                       |
| 科学                          | 藤田貢崇          | 法政大学教授                                                                       |
| 鳥                            | 川上和人          | 森林研究・整備機構森林総合研究所主任研究員                                         |
| 鳥                            | 上田恵介          | 立教大学名誉教授／日本野鳥の会会長                                                 |
| 水中の生物                    | 林公義            | 北里大学海洋生命学部講師                                                           |
| 恐竜                          | 小林快次          | 北海道大学総合博物館教授                                                           |
| 恐竜                          | 田中康平          | 筑波大学生命環境系助教                                                             |
| 心と体                        | 篠原菊紀          | 公立諏訪東京理科大学情報応用工学科教授 地域連携研究開発機構 医療介護健康工学部門長 |
| 心と体                        | 大日向雅美        | 恵泉女学園大学学長                                                                 |
| ロボット・AI                  | 坂本真樹          | 電気通信大学教授                                                                   |
| コンピューター/プログラミング | 岡嶋裕史          | 中央大学国際情報学部教授／学部長補佐                                               |
| 天気・気象                    | 福田寛之          | 気象予報士                                                                         |
| 岩石・鉱物                    | 西本昌司          | 愛知大学教授                                                                       |
| 鉄道                          | 梅原淳            | 鉄道ジャーナリスト                                                                 |

#### 過去の回答者
- 矢島稔 - 昆虫分野。放送開始年の1984年から2016年まで回答者として参加。
- 杉浦宏 - 動物分野
- 川口幸男 - 動物分野
- 勝俣悦子 - 動物分野（主に海獣類）
- 佐々木洋 - 昆虫分野
- 高家博成 - 昆虫分野
- 阪本成一 - 天文・宇宙分野
- 渡部潤一 - 天文・宇宙分野
- 長沼毅 - 天文・宇宙分野
- 藤田智 - 植物分野
- 中村忠昌 - 2018年度まで鳥分野を担当。
- 松田道生 - 野鳥分野
- 松田道生 - 野鳥分野
- 内田麻理香 - 科学一般分野
- 高柳雄一 - 科学一般分野
- 伊藤和明 - 科学一般分野。放送開始年の1984年から回答者として参加。2011年度まで科学一般、2012年度から2015年度まで地球分野を担当。『夏休み子ども科学電話相談』の放送日に台風接近などの防災関連のニュースがある場合には午前・午後のニュースに防災情報機構会長としてそのまま出演していた。
- 小出五郎 - 2011年度まで環境分野、2012年度・2013年度は科学一般を担当。
- 木村真三 - 2012年から2015年まで設けられていた「放射線」（放射線衛生学）を担当。
- 中村桂子 - 2015年まで設けられていた「いのちの不思議」を担当。
- 本山秀明 - 北極・南極の自然

白瀬矗による南極探検100周年を記念する特別企画として2012年8月23日のみ放送。
- 渡辺佑基 - 北極・南極の生物

白瀬矗による南極探検100周年を記念する特別企画として2012年8月24日のみ放送。
- 窪寺恒己（国立科学博物館、水産学博士） - 深海分野
- 藤倉克則（海洋研究開発機構） - 深海分野
- 石垣幸二（沼津港深海水族館シーラカンス・ミュージアム） - 深海分野

深海分野は国立科学博物館での特別展「深海- 挑戦の歩みと驚異の生き物たち -」（主催：国立科学博物館、海洋研究開発機構、読売新聞社、NHK、NHKプロモーション）の開催にあわせて2013年度に特別に設けられた。2017年度「深海2017～最深研究でせまる”生命”と”地球”～」（主催：国立科学博物館、海洋研究開発機構、NHK、NHKプロモーション、読売新聞社）開催にあわせて再設定。
- 高橋智隆（東京大学先端科学技術研究センター） - ロボット分野
- 武田康男（気象予報士・気象写真家） - 天気・気象分野
- 野矢茂樹（立正大学文学部教授）- 心と体・哲学、2019年度春スペシャル
- 小林よしひさ（前「おかあさんといっしょ」体操のお兄さん）- 運動分野
- 竹内薫 サイエンス作家 - 科学分野
- 久留飛克明（非営利法人昆虫科学教育館館長）- 昆虫分野

## タイムテーブル
| 時間    | 内容                                       |
| ------- | ------------------------------------------ |
| 10:05頃 | 放送開始                                   |
| 10:27頃 | レコード音楽（放送地域によっては交通情報） |
| 10:30   | 全国ニュース                               |
| 10:33頃 | 放送再開                                   |
| 10:55頃 | らじるの時間                               |
| 11:00   | 全国ニュース                               |
| 11:05頃 | 放送再開                                   |
| 11:27頃 | レコード音楽（放送地域によっては交通情報） |
| 11:30   | 放送再開                                   |
| 11:50   | 放送終了                                   |

- 2018年度も土曜日の放送なし（2013年度から土曜の放送はない）。
- 『すっぴん!』などの通常の番組同様、毎時27分頃を目処に放送を中断して音楽[注 26]を挿入し、毎時55分頃を目処に放送を中断し、地域ごとの放送（ニュース、交通情報、催し物のお知らせ等）に続いて、定時ニュースを各5分程度放送する。
- 2012年度以後は『おとおばけのぼうけん』というミニラジオドラマが編成される関係[注 27]で、平年より5分繰り上げた11:45終了の日が多い。

## 関連書籍
2006年から関連書籍がNHK出版より順次発行されている。
タイトルはいずれも「NHK子ども科学電話相談」から始まるため省略して記載する。NHKラジオセンター「子ども科学電話相談」制作班編。
- 1（2006年7月25日、ISBN 	978-4-14-011225-0）
- 2（2006年8月26日、ISBN 	978-4-14-011226-7）
- 教えて!生きものたちのひみつ（2007年7月26日、ISBN　978-4-14-011236-6）
- ベストセレクション親子でわかる!科学おもしろQ&A（2008年7月25日、ISBN　978-4-14-011226-7）- 25年記念発刊
- いのちはふしぎがいっぱいだ!（2009年7月16日、ISBN　978-4-14-011271-7）
- きいてみよう!自然と環境のふしぎ（2010年7月16日、ISBN　978-4-14-011293-9）
- なるほど解決!地球のふしぎ65（2011年7月20日、ISBN　978-4-14-011303-5）
- キッチンから宇宙まで ふしぎなんでもQ&A（2012年7月18日、ISBN　978-4-14-011310-3）
- スペシャル どうして?なるほど! 地球・宇宙のなぞ99（2013年7月18日、ISBN　978-4-14-011323-3）- 30年記念2冊同時発刊
- スペシャル どうして?なるほど! 生きもののなぞ99（2013年7月18日、ISBN　978-4-14-011322-6）
- ときあかせ!宇宙や生きもののひみつ（2014年7月18日、ISBN　978-4-14-011333-2） - 固定epub電子版あり
- クイズでなるほど！　ふしぎなんでも百科（2015年6月25日、ISBN　978-4-14-011341-7） - 固定epub電子版あり
- おもしろギモン大集合！！（2019年6月20日、ISBN　978-4-14-011363-9）

NHK出版以外から発行の書籍は、
- 大人もおどろく「夏休み子ども科学電話相談」- サイエンス・アイ新書　SIS-384
  - 出版：SBクリエイティブ (2017年7月15日、ISBN 978-4797390643)
  - 編著：NHKラジオセンター「夏休み子ども科学電話相談」制作班

NHKネットラジオ らじる★らじる内の「読むらじる。」では、選りすぐりのトークやコーナーをテキスト化し公開していて、子ども科学電話相談は、「放送を聴く」「記事を読む」の双方を公開している。

## 関連番組

### 冬休み子ども科学電話相談

#### 放送時間
2017年度
- 2017年12月25日 - 12月28日、2018年1月4日～1月5日 8:05 - 11:50 (12月29は後述の通り『15時間オリエンタルラジソン』に内包され、8時台から11時台までの放送。)
- 2018年1月8日 8:05 - 11:55

2018年度
- 2018年12月24日 - 12月28日 8:05 - 11:50 (12月29日は後述の通り『オリラジのNHK15時間ラジオ』に内包され、9:05 -10:55の放送)
- 2019年1月2日～1月3日 14:20 - 18:50

1月3日放送中の18:10頃に発生した平成28年熊本地震の余震に伴う緊急地震速報が発表され、そのまま地震関連のニュースを放送したため打ち切りとなった。
- 2019年1月4日 14:05 - 17:55

2019年度
- 2019年12月29日、30日 2020年1月4日、5日 8:05 - 11:50

※いずれの放送日も定時ニュース・天気予報・交通情報等による中断あり。

#### 進行役
2017年度
- 第1週：山田敦子（2017年12月25日 - 29日）
  - 2017年12月29日は『15時間オリエンタルラジソン』の一部として「冬休み子ども科学電話相談～心と体スペシャル～」が放送されオリエンタルラジオが回答者に加わった。
- 第2週：藤井彩子（2018年1月4日～8日）

2018年度
- 第1週：石山智恵（2018年12月24日 - 26日）
- 第2週：山田敦子（2018年12月25日 - 29日）
  - 2018年12月29日は『オリラジのNHK15時間ラジオ』の一部として「冬休み子ども科学電話相談～人間のふしぎ～」が放送されオリエンタルラジオが回答者に加わる。
- 第3週：藤井彩子（2019年1月2日 - 日）

#### 回答者
2017、18年度
- 昆虫
  - 清水聡司（大阪府営箕面公園昆虫館副館長）
  - 丸山宗利（九州大学総合研究博物館准教授）
  - 久留飛克明（非営利団体昆虫科学教育館館長）
- 天文・宇宙
  - 国司真（かわさき宙（そら）と緑の科学館（川崎市青少年科学館）解説員）
  - 永田美絵（コスモプラネタリウム渋谷解説員）
  - 本間希樹（国立天文台 水沢VLBI観測所所長）
- 植物
  - 田中修（甲南大学特別客員教授）
  - アキリ亘[注 20]（農業・食品産業技術総合研究機構畜産研究部門上級研究員）
  - 塚谷裕一（東京大学大学院理学研究科教授・同附属植物園園長）
  - 多田多恵子（立教大学・国際基督教大学兼任講師）
- 動物
  - 小菅正夫（札幌市環境局参与（札幌市円山動物園担当））
  - 成島悦雄（日本動物園水族館協会専務理事）
- 科学
  - 藤田貢崇（法政大学教授）
  - 竹内薫（サイエンス作家）[注 28]
- 鳥
  - 川上和人（国立研究開発法人森林研究・整備機構森林総合研究所主任研究員）
- 水中の生物
  - 林公義（横須賀市自然・人文博物館前館長）
- 心と体
  - 篠原菊紀（諏訪東京理科大学教授地域連携研究開発機構医療介護健康工学部門長）
- 恐竜
  - 小林快次（北海道大学総合博物館准教授）
- ロボット・AI
  - 坂本真樹（電気通信大学教授）[注 29]

2017年度のみ
- 鳥
  - 中村忠昌（葛西臨海公園鳥類園スタッフ）
- 深海の生物
  - 石垣幸二（沼津港深海水族館シーラカンス・ミュージアム館長）
- 心と体
  - 小池龍之介（僧侶）
  - 大日向雅美（恵泉女学園大学学長）
- ロボット
  - 高橋智隆（東京大学先端科学技術研究センター特任准教授）

### その他
- ラジオ深夜便
  - 2013年8月7日深夜（8月8日）1時 - 2時「列島インタビュー・夏休み子ども科学電話相談で子供に教えられた30年」と題して、当番組30周年記念の特別番組が行われた。ゲストは群馬県立ぐんま昆虫の森名誉園長の矢島稔。
  - 2024年7月以降、「子ども科学電話相談40周年」と題して、「明日へのことば」コーナーで回答者陣がインタビューに応える放送が行われた。
    - 7月9日　星を眺めてワクワクしたい　国司真
    - 7月10日　魚って面白い！　林公義
    - 7月11日　動物園とともに歩んで　小菅正夫
    - 12月15日　好奇心、岩を穿（ウガ）つ　西本昌司
- Eテレ2355
  - 2016年度より同番組の毎週水曜日に放送される「考えるセイウチ」のコーナーに出てくる疑問は本番組で実際にかかってきた質問をもとに作成されており、回答は該当質問で実際に放送された回答をそのまま使用している。内容は毎回異なる。

## イベント
- 上記『ラジオ深夜便』のインタビューに続く、当番組30周年記念の企画として、2013年9月28日に日本科学未来館で開催される「NHKサイエンススタジアム2013」のイベントとして夏休み以外で初となる特別番組を公開録音の形で開催（放送：10月12日9:05頃 - 10:55）。
  - ゲストは伊藤和明、小菅正夫、小林快次、永田美絵、矢島稔、司会進行は坪郷佳英子。
- 「鳥」の川上和人の著書『鳥類学者、無謀にも恐竜を語る』が文庫化出版されるため、「恐竜」の小林快次との対談「鳥類学者、無謀にも恐竜学者と語り合う」が2018年8月1日に東京・神楽坂で開催される[22]。出版社の企画で、NHKおよび番組は関わっていない。